# 프랜시스 힐리
프랜시스 힐리(Francis Healy, 1973년 7월 23일 ~ )는 스코틀랜드의 싱어송라이터로, 트래비스의 일원이다. 애칭은 프란(프랜) 힐리다. 6장의 정규앨범의 모든 곡들을 작곡하였다. 그는 독일 베를린에서 살고있으며 그의 솔로 데뷔 앨범인 Wreckorder에서 폴 매카트니가 베이스를 피쳐링 해주었다.

## 젊은 시절
잉글랜드 스태퍼드에서 태어났음에도 프랜시스 힐리는 그의 부모님의 고향인 스코틀랜드 글래스고에서 자랐다. 그의 어머니가 스코틀랜드로 돌아간것은 그의 어머니를 학대한 아버지와 이혼한 후였다. 결과적으로 프란시스 힐리는 지금까지도 그의 아버지와 접촉하는걸 거부한다. 프랜시스 힐리가 말하길 그의 어린 시절 가장 많은 영향을 준것은 그의 어머니와 할머니였다고 한다. 프란은 글래스고에 있는 홀리루드 중고등학교에 진학한다.
프랜시스 힐리는 그가 초등학생이였음에도 그는 로버트 번스의 시집을 통해서 수상을 한적이 있고 전통의상 킬트를 입고 스코틀랜드의 민요인 Westering Home을 불러 가창력 부문에서도 수상한적이 있다. 나중에 프랜이 말하길 킬트를 입고 노래불렀던 그때는 그의 10대 시절 노래부른 기억중에 가장 재밌었던 기억이라고 말한다. 그의 작곡에 대한 강박강념은 1986년 그가 13살때 로이 오비슨이 그의 히트곡인 Pretty Woman을 연주하는 모습을 본 뒤로 그의 첫기타를 얻게되며 나타나게 된다. 그가 기타로 처음 연주한곡들은 Johnny B. Good와 에디 코크란의 3 Steps To Heaven 같은 옛 락앤롤들이였다. 그의 첫 작곡은 그가 다니던 학교의 교장 Peter Mullen에 대한 곡이였다. ("Mr. Mullen Blues" 의 가사 일부:"...and there was Pete Mullen, with his pie and beans. It was then I smelled it, it filled the room. Then some wee bugger lit a match and the whole place went Ka-BOOM...Where's your tie boy, Pick up that can. Get in line girl, do you understand...Cause his name is big Pete Mullen...And he's a man")
그러나 이곡을 학교 장기자랑에서 연주했으나 심사에는 통과하지 못했다. 프랜시스 힐리는 트래비스의 드러머 닐 프림로즈가 오디션에 나가보지 않겠냐는 제안을 할때까지 학교에서 2인조 밴드로 활동했다. 그때 활동했던 밴드가 빔 벤더스의 영화 파리, 텍사스에서 이름을 지어 지금의 트래비스가 되었다.
트래비스의 첫 싱글인 "All I Want to Do Is Rock"은 힐리가 쿰브레 밀포트에 갔을 때 작곡한 곡이다. 그가 의도를 갖고 작곡한 곡들중에서 최고로 손꼽으며 이곡을 처음 작곡했을 때 자기자신에게 놀랐다고 한다. 프랜시스 힐리가 작곡가로써 성공했음에도 그는 음악적인 공부를 받지 않았다는 것이다. 밴드의 명성이 올라감에도 그는 여전히 밴드의 주요 작곡가이고 잘알다시피 밴드의 대변인이자 가장 잘 알려진 멤버다.

## 음악 경력

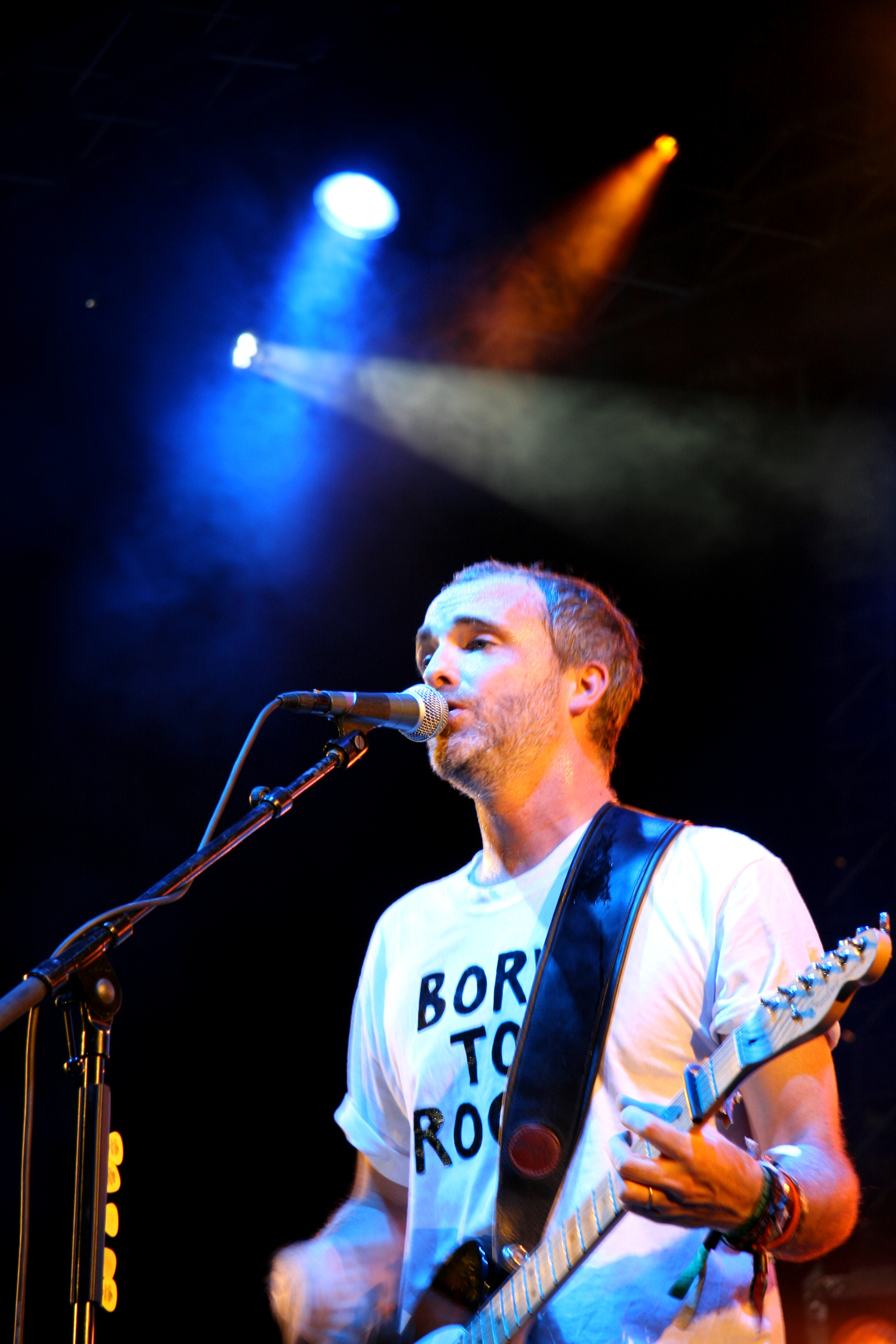
트래비스에서 공연중인 프랜시스 힐리

프랜시스 힐리의 작곡 능력은 이미 폴 매카트니, 엘튼 존과 노엘 갤러거로부터 찬사를 받았다. 2005년에 콜드플레이의 프런트맨 크리스 마틴은 자기 자신을 "가난뱅이의 프랜시스 힐리(a poor man’s Fran Healy)"라고 불렀다. 인터뷰에서 크리스 마틴은 힐리가 자신의 작곡에게 있어서 조니 미첼, 폴 매카트니, 그레이엄 내시만큼 영향을 많이 주었다고 말하였다. 프랜시스 힐리는 이후로 폴 매카트니와 내시와 연주를 하기도 했다. 프랜시스 힐리가 대부분을 기타로 연주하고 작곡하지만 피아노로도 작곡과 연주를 하기도 한다. 최근에는 솔로 앨범 Wreckorder를 발매하였으며 이 앨범에 폴 메카트니와 네코 케이스가 피쳐링을 해주었다. 2012년에 발매한 킬러스의 정규 앨범 Battle Born에서 'Here With Me'라는 곡을 공동 작곡을 하기도 했다.

### 트래비스
프랜시스 힐리가 소속되어 있는 트래비스는 스코틀랜드 글래스고에서 만들어진 Britpop/British Trad Rock 밴드이며 두 차례 브릿 어워드에서 올해의 영국 음반상을 수상한적이 있으며 콜드플레이나 킨같은 영국의 밴드들에게 영감을 주었다. 트래비스는 6개의 정규 앨범을 발매했으며 첫 정규 앨범은 1997년에 발매한 Good Feeling이다.

## 활동
프랜시스 힐리는 빈곤 퇴치 운동에서 활동하고 있으며 빈곤 퇴치 운동 콘서트인 Live 8 프로젝트에서 런던과 에딘버러에서 밴드 멤버들과 함께 공연을 하였다. 게다가 밴드 에이드 20의 곡 Do They Know It's Christmas?에서도 참여하여 그의 친구 나이젤 고드리치와 함께 연주를 하였다.
세이브 더 칠드런에 참가하여 두 차례 수단을 방문했다.
프랜시스 힐리는 이라크 전쟁에 반대하는 반전 시위자중 하나였다.

## 개인사
1996년 이후로 프랜시스 힐리는 독일의 사진가이자 전 메이크업 아티스트인 노라 크리스트(Nora Kryst)와 만나 결혼까지 하게 되었다. 그들의 첫 아들인 클레이 크리스트(Clay Kryst)는 2006년 3월에 태어났다. 런던에서 12년간 거주하다가 2008년 2월에 베를린으로 이사를 갔다. 그는 뉴욕 소호에도 아파트를 가지고 있다.
프랜시스 힐리는 90년대 후부터 2000년대 초까지 모히칸 컷을 하여 유명했다.
2008년 1월에는 프랜시스 힐리는 폴 메카트니가 만든 리버풀 예술 기관(Liverpool Institute for Performing Arts)에 참여한다고 알려졌다.

## 음반 목록

### 정규 앨범
- Wreckorder (2010년)

### 싱글 피쳐링
- Do They Know It's Christmas? (2004년)

## 악기
- 1956 Fender Telecaster Sunburst
- 1958 Fender Telecaster Butterscotsch
- 1964 Fender Telecaster Black
- 1970 Fender Telecaster Natural White
- Fender Mustang Candy Apple Red
- Fender Mustang Olympic White
- Fender Thinline Telecaster Mahogany & Sunburst
- Martin 12 String Acoustic
- Martin D-18 Acoustic
- Vox AC30
- Marshall Amplifiers